# Juliette Haigh
Juliette Haigh (ur. 4 sierpnia 1982 w Auckland) – nowozelandzka wioślarka, brązowa medalistka olimpijska, trzykrotna mistrzyni świata.
Brązowa medalistka igrzysk olimpijskich w Londynie w dwójce bez sternika (razem z Rebeccą Scown).

## Osiągnięcia
- Igrzyska Olimpijskie – Ateny 2004 – dwójka bez sternika – 6. miejsce[2].
- Mistrzostwa Świata – Gifu 2005 – dwójka bez sternika – 1. miejsce[2].
- Mistrzostwa Świata – Eton 2006 – dwójka bez sternika – 2. miejsce[2].
- Mistrzostwa Świata – Monachium 2007 – dwójka bez sternika – 5. miejsce[2].
- Igrzyska Olimpijskie – Pekin 2008 – dwójka bez sternika – 5. miejsce[2].
- Mistrzostwa Świata – Hamilton 2010 – dwójka bez sternika – 1. miejsce[2]
- Mistrzostwa Świata – Bled 2011 – dwójka bez sternika – 1. miejsce[2]
- Igrzyska Olimpijskie – Londyn 2012 – dwójka bez sternika – 3. miejsce